# Medaliści mistrzostw świata w kajakarstwie – kajaki mężczyzn
Lista medalistów mistrzostw świata w kajakarstwie w kajakach mężczyzn.

## Konkurencje obecnie rozgrywane

### 200 m K1
| Rok i miejsce    | Złoto              | Srebro              | Brąz                       |
| ---------------- | ------------------ | ------------------- | -------------------------- |
| 1994 Meksyk      | Siarhiej Kalesnik  | Vince Fehérvári     | Miguel García              |
| 1995 Duisburg    | Piotr Markiewicz   | Siarhiej Kalesnik   | Renn Chrichlow             |
| 1997 Dartmouth   | Vince Fehérvári    | Grzegorz Kotowicz   | Ołeksij Sliwinski          |
| 1998 Segedyn     | Micha’el Kolganow  | Ołeksij Sliwinski   | Ognjen Filipović           |
| 1999 Mediolan    | Micha’el Kolganow  | Ołeksij Sliwinski   | Ronald Rauhe               |
| 2001 Poznań      | Ronald Rauhe       | Ołeksij Sliwinski   | Anton Ryakhov              |
| 2002 Sewilla     | Ronald Rauhe       | Anton Ryakhov       | Romas Petrukanecas         |
| 2003 Gainesville | Ronald Rauhe       | Vince Fehérvári     | Anton Ryakhov              |
| 2005 Zagrzeb     | Carlos Pérez       | Tomasz Mendelski    | Anton Riachow              |
| 2006 Segedyn     | Ronald Rauhe       | Carlos Pérez        | Mykoła Kremer              |
| 2007 Duisburg    | Jonas Ems          | Vytautas Vaičikonis | Gergely Gyertyános         |
| 2009 Dartmouth   | Ronald Rauhe       | Ołeh Charytonow     | Artiom Kononuk             |
| 2010 Poznań      | Ed Mckeever        | Ronald Rauhe        | Piotr Siemionowski         |
| 2011 Segedyn     | Piotr Siemionowski | Ed McKeever         | Ronald Rauhe               |
| 2013 Duisburg    | Petter Öström      | Mark de Jonge       | Saúl Craviotto             |
| 2014 Moskwa      | Mark de Jonge      | Petter Menning      | Ed McKeever Saúl Craviotto |

### 200 m K2
| Rok i miejsce    | Złoto                               | Srebro                               | Brąz                               |
| ---------------- | ----------------------------------- | ------------------------------------ | ---------------------------------- |
| 1994 Meksyk      | Maciej Freimut Adam Wysocki         | Romica Serban Daniel Stoian          | Kai Bluhm Torsten Glutsche         |
| 1995 Duisburg    | Stein Jorgnsen John Mooney          | Romica Serban Daniel Stoian          | Zsolt Gyulay Krisztián Bártfai     |
| 1997 Dartmouth   | Vince Fehérvári Róbert Hegedűs      | Beniamino Bonomi Paolo Tommasini     | Henrik Andersson Henrik Nilsson    |
| 1998 Segedyn     | Vince Fehérvári Róbert Hegedűs      | Siergiej Wierlin Anatolij Tiszczenko | Géza Magyar Romica Serban          |
| 1999 Mediolan    | Vince Fehérvári Róbert Hegedűs      | Roman Zarubin Aleksandr Iwannik      | Marek Twardowski Adam Wysocki      |
| 2001 Poznań      | Alvydas Duonėla Egidijus Balčiūnas  | Ronald Rauhe Tim Wieskötter          | Mykoła Zajczenkow Mychajło Łucznik |
| 2002 Sewilla     | Alvydas Duonėla Egidijus Balčiūnas  | Marek Twardowski Adam Wysocki        | Ronald Rauhe Tim Wieskötter        |
| 2003 Gainesville | Alvydas Duonėla Egidijus Balčiūnas  | Marek Twardowski Adam Wysocki        | Ronald Rauhe Tim Wieskötter        |
| 2005 Zagrzeb     | Dragan Zorić Ognjen Filipović       | Alvydas Duonėla Egidijus Balčiūnas   | Marek Twardowski Adam Wysocki      |
| 2006 Segedyn     | Ronald Rauhe Tim Wieskötter         | Marek Twardowski Adam Wysocki        | Dragan Zorić Ognjen Filipović      |
| 2007 Duisburg    | Wadzim Machnieu Raman Piatruszenka  | Tim Wieskötter Ronald Rauhe          | Dragan Zorić Ognjen Filipović      |
| 2009 Dartmouth   | Wadzim Machnieu Raman Piatruszenka  | Saúl Craviotto Carlos Pérez          | Andrew Willows Richard Dober Jr.   |
| 2010 Poznań      | Arnaud Hybois Sébastien Jouve       | Saúl Craviotto Carlos Pérez          | Heath Liam Jonathon Schofield      |
| 2011 Segedyn     | Arnaud Hybois Sébastien Jouve       | Heath Liam Jonathon Schofield        | Wadzim Machnieu Raman Piatruszenka |
| 2013 Duisburg    | Jurij Postrigaj Aleksandr Djaczenko | Heath Liam Jonathon Schofield        | Ronald Rauhe Jonas Ems             |
| 2014 Moskwa      | Nebojša Grujić Marko Novaković      | Tom Liebscher Ronald Rauhe           | Maxime Beaumont Sébastien Jouve    |

### 4×200m K1 relay
| Rok i miejsce  | Złoto                                                                           | Srebro                                                                               | Brąz                                                                                     |
| -------------- | ------------------------------------------------------------------------------- | ------------------------------------------------------------------------------------ | ---------------------------------------------------------------------------------------- |
| 2009 Dartmouth | Hiszpania · Francisco Llera · Saúl Craviotto · Carlos Pérez · Ekaitz Saies      | Niemcy · Norman Bröckl · Jonas Ems · Torsten Lubisch · Ronald Rauhe                  | Francja · Guillaume Burger · Arnaud Hybois · Sébastien Jouve · Jean-Baptiste Lutz        |
| 2010 Poznań    | Hiszpania · Saúl Craviotto · Francisco Llera · Pablo Andres · Carlos Pérez      | Wielka Brytania · Ed McKeever · Jonathon Schofield · Liam Heath · Edward Cox         | Rosja · Wiktor Zawolski · Aleksandr Djaczenko · Jewgienij Sałachow · Aleksandr Nikołajew |
| 2011 Segedyn   | Hiszpania · Saúl Craviotto · Ekaitz Saies · Pablo Andres · Carlos Pérez         | Rosja · Wiktor Zawolski · Aleksandr Djaczenko · Jewgienij Sałachow · Michaił Tamonow | Dania · Casper Nielsen · Jimmy Bøjesen · Kasper Bleibach · Lasse Nielsen                 |
| 2013 Duisburg  | Polska · Piotr Siemionowski · Denis Ambroziak · Sebastian Szypuła · Dawid Putto | Rosja · Jurij Postrigaj · Maksim Mołochkow · Oleg Charitonow · Aleksandr Djaczenko   | Węgry · Miklós Dudás · Sándor Tótka · Péter Molnár · Dávid Hérics                        |
| 2014 Moskwa    | Węgry · Miklós Dudás · Dávid Hérics · Bence Nádas · Sándor Tótka                | Francja · Maxime Beaumont · Étienne Hubert · Arnaud Hybois · Sébastien Jouve         | Wielka Brytania · Ed McKeever · Jonathon Schofield · Liam Heath · Kristian Reeves        |

### 500 m K1
| Rok i miejsce    | Złoto                 | Srebro                | Brąz                 |
| ---------------- | --------------------- | --------------------- | -------------------- |
| 1948 Londyn      | Gert Fredriksson      | Lars Glassér          | Poul Agger           |
| 1950 Kopenhaga   | Johan Andersen        | Lennart Klingström    | Andreas Lind         |
| 1954 Mâcon       | Gert Fredriksson      | Meinrad Miltenberger  | Mircea Anastasescu   |
| 1958 Praga       | Stefan Kapłaniak      | Gert Fredriksson      | Dieter Krause        |
| 1963 Jajce       | Aurel Vernescu        | Erik Hansen           | Kálmán Kovács        |
| 1966 Berlin      | Aurel Vernescu        | Erik Hansen           | Paul Hoekstra        |
| 1970 Kopenhaga   | Anatolij Tiszczenko   | Grzegorz Śledziewski  | Jean-Pierre Burny    |
| 1971 Belgrad     | Mikałaj Chachoł       | Ladislav Souček       | Mihály Hesz          |
| 1973 Tampere     | Géza Csapó            | Witalij Trukszyn      | Grzegorz Śledziewski |
| 1974 Meksyk      | Vasile Dîba           | Géza Csapó            | Grzegorz Śledziewski |
| 1975 Belgrad     | Géza Csapó            | Vasile Dîba           | Grzegorz Śledziewski |
| 1977 Sofia       | Vasile Dîba           | Grzegorz Śledziewski  | Zoltán Sztanity      |
| 1978 Belgrad     | Vasile Dîba           | Władimir Parfienowicz | Peter Hempel         |
| 1979 Duisburg    | Władimir Parfienowicz | John Sumeghi          | Peter Hempel         |
| 1981 Nottingham  | Władimir Parfienowicz | Ion Bîrlădeanu        | Lars-Erik Moberg     |
| 1982 Belgrad     | Władimir Parfienowicz | Peter Hempel          | Lars-Erik Moberg     |
| 1983 Tampere     | Władimir Parfienowicz | Ian Ferguson          | Andreas Stahle       |
| 1985 Mechelen    | Andreas Stahle        | Oliver Seack          | Bernard Bregeon      |
| 1986 Montreal    | Jeremy West           | Zsolt Gyulay          | Igor Nagajew         |
| 1987 Duisburg    | Paul MacDonald        | Andreas Stahle        | Attila Szabó         |
| 1989 Płowdiw     | Martin Hunter         | Kay Bluhm             | Mike Herbert         |
| 1990 Poznań      | Siarhiej Kalesnik     | Mike Herbert          | Martin Hunter        |
| 1991 Paryż       | Ren Crichlow          | Knut Holmann          | Zsolt Gyulay         |
| 1993 Kopenhaga   | Mikko Kolehmainen     | Ren Crichlow          | Daniel Collins       |
| 1994 Meksyk      | Zsombor Borhi         | Daniel Collins        | Knut Holmann         |
| 1995 Duisburg    | Piotr Markiewicz      | Knut Holmann          | Géza Magyar          |
| 1997 Dartmouth   | Botond Stocz          | Grzegorz Kotowicz     | Antonio Rossi        |
| 1998 Segedyn     | Ákos Vereckei         | Michail Kolganov      | Lutz Liwowski        |
| 1999 Mediolan    | Ákos Vereckei         | Petyr Merkow          | Grzegorz Kotowicz    |
| 2001 Poznań      | Ákos Vereckei         | Anton Riaczow         | Javier Correa        |
| 2002 Sewilla     | Nathan Baggaley       | Petyr Merkow          | Anton Riaczow        |
| 2003 Gainesville | Nathan Baggaley       | Carlos Pérez          | Lutz Altepost        |
| 2005 Zagrzeb     | Nathan Baggaley       | Lutz Altepost         | Adam van Koeverden   |
| 2006 Segedyn     | Marek Twardowski      | Anton Riachow         | Lutz Altepost        |
| 2007 Duisburg    | Adam van Koeverden    | Tim Brabants          | Marek Twardowski     |
| 2009 Dartmouth   | Ronald Rauhe          | Anders Gustafsson     | Ken Wallace          |
| 2010 Poznań      | Anders Gustafsson     | Peter Gelle           | Adam van Koeverden   |
| 2011 Segedyn     | Marek Twardowski      | Pawieł Miadzwiedzieu  | Jurij Postrigaj      |
| 2013 Duisburg    | Tom Liebscher         | René Holten Poulsen   | Arnaud Hybois        |
| 2014 Moskwa      | René Holten Poulsen   | Bence Dombvári        | Marcus Walz          |

### 500 m K2
| Rok i miejsce    | Złoto                                    | Srebro                                    | Brąz                                    |
| ---------------- | ---------------------------------------- | ----------------------------------------- | --------------------------------------- |
| 1948 Londyn      | Thor Axelsson Nils Björklöf              | Alfred Christensen Finn Rasmussen         | Bernhard Jensen Ejvind Hansen           |
| 1950 Kopenhaga   | Lars Glassér Ingemar Hedberg             | Henry Pettersson Berndt Haeppling         | Max Raub Herbert Wiedermann             |
| 1954 Mâcon       | Ernst Steinhauer Meinrad Miltenberger    | Bengt Linfors Valter Wredberg             | Ferenc Wagner András Sovan              |
| 1958 Praga       | Stefan Kapłaniak Władysław Zieliński     | László Nagy László Kovács                 | Meinrad Miltenberger Paul Lange         |
| 1963 Jajce       | Vasilie Nicoară Haralambie Ivanov        | Aurel Vernescu Mircea Anastasescu         | Heinz Büker Holger Zander               |
| 1966 Berlin      | Aurel Vernescu Atanasie Sciotnic         | Heinz Büker Holger Zander                 | Władimir Obrazcow Heorhij Kariuchin     |
| 1970 Kopenhaga   | Lars Andersson Rolf Peterson             | Aurel Vernescu Atanasie Sciotnic          | Günther Pfaff Gerhard Seibold           |
| 1971 Belgrad     | Lars Andersson Rolf Peterson             | Jean-Pierre Burny Paul Hoekstra           | Mikałaj Chachoł Petro Hreszta           |
| 1973 Tampere     | Mikałaj Chachoł Petro Hreszta            | József Deme Janos Ratkai                  | Ion Dragulschi Ernst Pavel              |
| 1974 Meksyk      | Ryszard Oborski Grzegorz Śledziewski     | József Deme Janos Ratkai                  | Herbert Laabs Ulrich Hellige            |
| 1975 Belgrad     | Wiktor Worobijew Mikałaj Astapkowicz     | Herbert Laabs Harald Marg                 | Larion Serghei Policarp Malîhin         |
| 1977 Sofia       | Joachim Mattern Bernd Olbricht           | Wiktor Worobijew Mikałaj Astapkowicz      | Géza Csapó József Svidró                |
| 1978 Belgrad     | Bernd Olbricht Rüdiger Helm              | Nicușor Eșanu Ion Bîrlădeanu              | Siergiej Czuchraj Władimir Tajnikow     |
| 1979 Duisburg    | Władimir Parfienowicz Siergiej Czuchraj  | Bernd Olbricht Rüdiger Helm               | Alain Lebas Francis Hervieu             |
| 1981 Nottingham  | Władimir Parfienowicz Siergiej Supierata | Waldemar Merk Daniel Wełna                | Bernd Fleckeisen Frank Fischer          |
| 1982 Belgrad     | Władimir Parfienowicz Siergiej Supierata | Alan Thompson Paul MacDonald              | Matthias Seack Oliver SeackAlwyn Morris |
| 1983 Tampere     | Frank Fischer André Wohllebe             | Władimir Parfienowicz Siergiej Supierata  | Hugh Fisher Alwyn Morris                |
| 1985 Mechalen    | Ian Ferguson Paul MacDonald              | Guido Behling Bliesener                   | Wiktor Pusiew Siergiej Supierata        |
| 1986 Montreal    | Reiner Scholl Thomas Pfrang              | Andreas Rajna Attila Androvicz            | Wiktor Pusiew Siergiej Supierata        |
| 1987 Duisburg    | Ferenc Csipes László Fidel               | Ian Ferguson Paul MacDonald               | Per Inge Bengtsson Karl-Axel Sundqvist  |
| 1989 Płowdiw     | Kay Bluhm Torsten Gutsche                | Siarhiej Kalesnik Anatolij Tiszczenko     | Maciej Freimut Wojciech Kurplewski      |
| 1990 Poznań      | Siarhiej Kalesnik Anatolij Tiszczenko    | Mike Herbert Terry Kent                   | Kay Bluhm Torsten Gutsche               |
| 1991 Paryż       | Juan José Roman Juan Sánchez             | Kay Bluhm Torsten Gutsche                 | Ferenc Csipes Zsolt Gyulay              |
| 1993 Kopenhaga   | Kay Bluhm Torsten Gutsche                | Maciej Freimut Wojciech Kurplewski        | Juan Sánchez Juan José Roman            |
| 1994 Meksyk      | Kay Bluhm Torsten Gutsche                | Andreas Rajna Attila Androvicz            | Martin Hunter Clint Robinson            |
| 1995 Duisburg    | Beniamino Bonomi Daniele Scarpa          | Zsolt Gyulay Krisztián Bártfai            | Maciej Freimut Adam Wysocki             |
| 1997 Dartmouth   | Andrew Trim Daniel Collins               | Beniamino Bonomi Luca Negri               | Krisztian Bartfai Gábor Horváth         |
| 1998 Segedyn     | Michal Riszdorfer Juraj Bača             | Beniamino Bonomi Luca Negri               | Krisztian Bartfai Gábor Horváth         |
| 1999 Mediolan    | Marek Twardowski Adam Wysocki            | Botond Storcz Gábor Horváth               | Daniel Collins Andrew Trim              |
| 2001 Poznań      | Ronald Rauhe Tim Wieskötter              | Alvydas Duonėla Egidijus Balčiūnas        | Markus Oscarsson Henrik Hilsson         |
| 2002 Sewilla     | Ronald Rauhe Tim Wieskötter              | Adam Wysocki Marek Twardowski             | Zoltán Kammerer Botond Storcz           |
| 2003 Gainesville | Ronald Rauhe Tim Wieskötter              | Raman Piatruszenka Wadzim Machnieu        | Alvydas Duonėla Egidijus Balčiūnas      |
| 2005 Zagrzeb     | Ronald Rauhe Tim Wieskötter              | Marek Twardowski Adam Wysocki             | Alvydas Duonėla Egidijus Balčiūnas      |
| 2006 Segedyn     | Ronald Rauhe Tim Wieskötter              | Andrews Willows Richard Dessureault-Dober | Zoltán Kammerer Gábor Kucsera           |
| 2007 Duisburg    | Ronald Rauhe Tim Wieskötter              | Wadzim Machnieu Raman Piatruszenka        | Zoltán Kammerer Gábor Kucsera           |
| 2009 Dartmouth   | Wadzim Machnieu Raman Piatruszenka       | Zoltán Kammerer Gábor Kucsera             | Hendrick Bertz Marcus Gross             |
| 2010 Poznań      | Wadzim Machnieu Raman Piatruszenka       | Fernando Pineta João Ribeiro              | Duško Stanojević Dejan Pajić            |
| 2011 Segedyn     | Dávid Tóth Tamás Kulifai                 | Ričardas Nekrošius Andrej Olijnik         | Denis Ambroziak Dawid Putto             |
| 2013 Duisburg    | Emanuel Silva João Ribeiro               | Wadzim Machnieu Raman Piatruszenka        | Sébastien Jouve Maxime Beaumont         |
| 2014 Moskwa      | Erik Vlček Juraj Tarr                    | Rudolf Dombi Gergely Boros                | Wadzim Machnieu Raman Piatruszenka      |

### 1000 m K1
| Rok i miejsce        | Złoto                             | Srebro               | Brąz                 |
| -------------------- | --------------------------------- | -------------------- | -------------------- |
| 1938 Vaxholm         | Karl Widmark                      | Helmut Cämmerer      | Gregor Hradetzky     |
| 1950 Kopenhaga       | Gert Fredriksson                  | Thorvald Strömberg   | Lars Pettersson      |
| 1954 Mâcon           | Gert Fredriksson                  | Louis Gantois        | Ferenc Hatlaczky     |
| 1958 Praga           | Fritz Briel                       | Ferenc Hatlaczky     | Gert Fredriksson     |
| 1963 Jajce           | Erik Hansen                       | Aurel Vernescu       | Siegfried Roßberg    |
| 1966 Berlin Wschodni | Aleksandr Szaparenko              | Erik Hansen          | Imre Kemecsey        |
| 1970 Kopenhaga       | Aleksandr Szaparenko              | Lars Andersson       | Grzegorz Śledziewski |
| 1971 Belgrad         | Grzegorz Śledziewski              | Lars Andersson       | Aleksandr Szaparenko |
| 1973 Tampere         | Géza Csapó                        | Grzegorz Śledziewski | Aleksandr Szaparenko |
| 1974 Meksyk          | Géza Csapó                        | Grzegorz Śledziewski | Oreste Perri         |
| 1975 Belgrad         | Grzegorz Śledziewski Oreste Perri |                      | Rüdiger Helm         |
| 1977 Sofia           | Vasile Dîba                       | Rüdiger Helm         | Oreste Perri         |
| 1978 Belgrad         | Rüdiger Helm                      | Milan Janić          | Witalij Trukszin     |
| 1979 Duisburg        | Rüdiger Helm                      | Ion Bîrlădeanu       | Felix Masár          |
| 1981 Nottingham      | Rüdiger Helm                      | Ion Bîrlădeanu       | Einar Rasmussen      |
| 1982 Belgrad         | Rüdiger Helm                      | Alan Thompson        | Einar Rasmussen      |
| 1983 Tampere         | Rüdiger Helm                      | Artūras Vieta        | Alan Thompson        |
| 1985 Mechelen        | Ferenc Csipes                     | Heiko Zinke          | Kalle Sundqvist      |
| 1986 Montreal        | Jeremy West                       | Ferenc Csipes        | Harry Nolte          |
| 1987 Duisburg        | Greg Barton                       | Ferenc Csipes        | Morten Ivarsen       |
| 1989 Płowdiw         | Zsolt Gyulay                      | Torsten Krentz       | Kalle Sundqvist      |
| 1990 Poznań          | Knut Holmann                      | Maciej Freimut       | Philippe Boccara     |
| 1991 Paryż           | Knut Holmann                      | Ferenc Csipes        | Greg Barton          |
| 1993 Kopenhaga       | Knut Holmann                      | Thor Nielsen         | Marin Popescu        |
| 1994 Meksyk          | Clint Robinson                    | Zsolt Borhi          | Knut Holmann         |
| 1995 Duisburg        | Knut Holmann                      | Clint Robinson       | Lutz Liwowski        |
| 1997 Dartmouth       | Botond Storcz                     | Beniamino Bonomi     | Knut Holmann         |
| 1998 Segedyn         | Lutz Liwowski                     | Knut Holmann         | Javier Correa        |
| 1999 Mediolan        | Lutz Liwowski                     | Knut Holmann         | Torsten Tranum       |
| 2001 Poznań          | Babak Amir-Tahmasseb              | Javier Correa        | Lutz Liwowski        |
| 2002 Sewilla         | Andreas Dittmer                   | Javier Correa        | Adam Seroczyński     |
| 2003 Gainesville     | Ben Fouhy                         | Adam van Koeverden   | Nathan Baggaley      |
| 2005 Zagrzeb         | Eirik Verås Larsen                | Adam van Koeverden   | Nathan Baggaley      |
| 2006 Segedyn         | Markus Oscarsson                  | Tim Brabants         | Ben Fouhy            |
| 2007 Duisburg        | Tim Brabants                      | Adam von Koeverden   | Eirik Verås Larsen   |
| 2009 Dartmouth       | Max Hoff                          | Andres Gustafsson    | Adam von Koeverden   |
| 2010 Poznań          | Max Hoff                          | Tim Brabants         | Aleh Jurenia         |
| 2011 Segedyn         | Adam Van Koeverden                | Anders Gustafsson    | Eirik Verås Larsen   |
| 2013 Duisburg        | Max Hoff                          | Ken Wallace          | Bence Dombvári       |
| 2014 Moskwa          | Josef Dostál                      | Mirosław Kirczew     | René Holten Poulsen  |

### 1000 m K2
| Rok i miejsce        | Złoto                                   | Srebro                                  | Brąz                                  |
| -------------------- | --------------------------------------- | --------------------------------------- | ------------------------------------- |
| 1938 Vaxholm         | Helmut Triebe Hans Eberle               | Kurt Bodo Hans Berglund                 | Poul Larsen Vagin Jørgensen           |
| 1950 Kopenhaga       | Lars Glassér Ingemar Hedberg            | Ivar Mathisen Knut Østby                | Piet Bakker Harrie Kooistra           |
| 1954 Mâcon           | István Mészáros György Mészáros         | Michel Scheuer Gustav Schmidt           | Helmut Nuller Günter Krämer           |
| 1958 Praga           | Henri Verbrugghe Germain van der Moere  | Jewhen Jacinenko Iwan Hołowaczow        | Mihhail Kaaleste Anatolij Diemitkow   |
| 1963 Jajce           | Vasilie Nicoarǎ Haralambie Ivanov       | Wolfgang Lange Dieter Krause            | Nikołaj Czużikow Anatolij Griszyn     |
| 1966 Berlin Wschodni | Aleksandr Szaparenko Jurij Stecenko     | Aurel Vernescu Atanasie Sciotnic        | Ferenc Cseh Endre Hazsik              |
| 1970 Kopenhaga       | Gerhard Seibold Günther Pfaff           | Lars Andersson Rolf Peterson            | Klaus-Peter Ebeling Joachim Mattern   |
| 1971 Belgrad         | Reiner Kurth Alexander Slatnow          | Gerhard Seibold Günther Pfaff           | Costel Coșniță Vasilie Simiocenco     |
| 1973 Tampere         | József Deme János Rátkai                | Ion Dragulsci Ernst Pavel               | Herbert Laabs Joachim Mattern         |
| 1974 Meksyk          | Zoltán Bakó István Szabó                | Władimir Kozubin Michaił Afanasjew      | Volkmar Thiede Rüdiger Helm           |
| 1975 Belgrad         | Alexander Slatnow Gerhard Rummel        | Larion Serghei Policarp Malîhin         | József Deme János Rátkai              |
| 1977 Sofia           | Zoltán Bakó István Szabó                | Bernd Olbricht Joachim Mattern          | Władimir Romanowski Serhij Nahorny    |
| 1978 Belgrad         | Siergiej Czuchraj Władimir Tajnikow     | Einar Rasmussen Olaf Søyland            | Zoltán Bakó István Szabó              |
| 1979 Duisburg        | Einar Rasmussen Olaf Søyland            | Zoltán Bakó István Szabó                | Siergiej Czuchraj Władimir Tajnikow   |
| 1981 Nottingham      | Władimir Parfienowicz Siergiej Superata | Bernd Fleckeisen Frank Fischer          | Waldemar Merk Daniel Wełna            |
| 1982 Belgrad         | Władimir Parfienowicz Siergiej Superata | Alwyn Morris Hugh Fisher                | Luis Gregorio Ramos Herminio Menéndez |
| 1983 Tampere         | Frank Fischer André Wohllebe            | Władimir Parfienowicz Siergiej Superata | Werner Bachmayer Wolfgang Hartl       |
| 1985 Mechelen        | Pascal Boucherit Philippe Boccara       | Wiktor Pusiew Siergiej Superata         | Don Brien Colin Shaw                  |
| 1986 Montreal        | Daniel Stoian Angelin Velea             | Frank Fischer André Wohllebe            | Kerry Grant Steve Wood                |
| 1987 Duisburg        | Ian Ferguson Paul MacDonald             | Philippe Boccara Pascal Boucherit       | Thomas Gähme Thomas Vaske             |
| 1989 Płowdiw         | Kay Bluhm Torsten Gutsche               | Władimir Bobrieszow Artūras Vieta       | Attila Androvicz Zoltán Berkes        |
| 1990 Poznań          | Kay Bluhm Torsten Gutsche               | Władimir Bobrieszow Artūras Vieta       | Gábor Szabó Béla Petrovics            |
| 1991 Paryż           | Kay Bluhm Torsten Gutsche               | Juan José Roman Juan Manuel Sánchez     | Akos Angyal Béla Petrovics            |
| 1993 Kopenhaga       | Kay Bluhm Torsten Gutsche               | Antonio Rossi Daniele Scarpa            | Kalle Sundqvist Hans Olsson           |
| 1994 Meksyk          | Jesper Staal Thor Nielsen               | Antonio Rossi Daniele Scarpa            | István Beé István Szijarto            |
| 1995 Duisburg        | Antonio Rossi Daniele Scarpa            | Kay Bluhm Torsten Gutsche               | Grzegorz Kotowicz Dariusz Białkowski  |
| 1997 Dartmouth       | Antonio Rossi Luca Negri                | Jesper Staal Thomas Holm Jakobsen       | Grzegorz Kotowicz Dariusz Białkowski  |
| 1998 Segedyn         | Antonio Rossi Luca Negri                | Mićo Janić Stjepan Janić                | Attila Adám Krisztián Veréb           |
| 1999 Mediolan        | Michal Riszdorfer Juraj Bača            | Marek Twardowski Adam Wysocki           | Jan Schäfer Olaf Winter               |
| 2001 Poznań          | Eirik Verås Larsen Nils Fjeldheim       | Krisztián Bártfai Krisztián Veréb       | Marc Westphalen Marco Herszel         |
| 2002 Sewilla         | Markus Oscarsson Henrik Nilsson         | Eirik Verås Larsen Nils Fjeldheim       | Ákos Vereckei Krisztián Veréb         |
| 2003 Gainesville     | Markus Oscarsson Henrik Nilsson         | Bob Maesen Wouter D'Haene               | Tim Huth Marco Herszel                |
| 2005 Zagrzeb         | Roland Kökény Gábor Kucsera             | Marco Herszel Andreas Ihle              | Mattis Naess Jacob Norenberg          |
| 2006 Segedyn         | Zoltán Kammerer Gábor Kucsera           | Rupert Wagner Andreas Ihle              | Adam Seroczyński Tomasz Górski        |
| 2007 Duisburg        | Philippe Colin Cyrille Carre            | Adam Seroczyński Mariusz Kujawski       | Zoltán Kammerer Gábor Kucsera         |
| 2009 Dartmouth       | Emilio Merchan Diego Cosgaya            | Dawid Smith Luke Morrison               | Reiner Torres Carlos Montalvo         |
| 2010 Poznań          | Martin Hollstein Andreas Ihle           | Zoltán Kammerer Ákos Vereckei           | Ilja Miedwiediew Anton Riachow        |
| 2011 Segedyn         | Peter Gelle Erik Vlček                  | Markus Oscarsson Henrik Nilsson         | Witalij Jurczenko Wasilij Pogrieban   |
| 2013 Duisburg        | Max Rendschmidt Marcus Gross            | Pawieł Miadzwiedzieu Aleh Jurenia       | Rudolf Dombi Roland Kökény            |
| 2014 Moskwa          | Juraj Tarr Erik Vlček                   | Ken Wallace Lachlan Tame                | Marko Tomićević Vladimir Torubarov    |

### 1000 m K4
| Rok i miejsce        | Złoto                                                                                       | Srebro                                                                                    | Brąz                                                                                         |
| -------------------- | ------------------------------------------------------------------------------------------- | ----------------------------------------------------------------------------------------- | -------------------------------------------------------------------------------------------- |
| 1938 Vaxholm         | III Rzesza · Ernst Kube · Heini Brüggemann · Ernst Strathmann · Heine Strathmann            | III Rzesza · Hans Rein · Josef Reidel · Albert Schorn · Karl Aulenbach                    | Szwecja · Roland Karlsson · Göte Carlsson · Gunnar Johansson · Berndt Berndtsson             |
| 1948 Londyn          | Szwecja · Hans Berglund · Lennart Klingström · Gunnar Åkerlund · Hans Wetterström           | Austria · Herbert Klepp · Paul Fehlinger · Walter Piemann · Alfred Umgeher                | Czechosłowacja · Ludvík Klíma · Karel Lomecký · Otakar Kroutil · Miloš Pech                  |
| 1950 Kopenhaga       | Szwecja · Einar Pihl · Hans Eriksson · Lars Pettersson · Berndt Haeppling                   | Szwecja · Gunnar Åkerlund · Ebbe Frick · Sven-Olov Sjödelius · Hans Wetterström           | Austria · Herbert Klepp · Walter Frühwirth · Hans Ortner · Paul Fehlinger                    |
| 1954 Mâcon           | Węgry · Imre Vagyóczki · László Kovács · László Nagy · Zoltán Szigeti                       | Szwecja · Einar Pihl · Ebbe Frick · Ragnar Heurlin · Stig Andersson                       | Francja · Maurice Graffen · Marcel Renaud · Louis Gantois · Robert Enteric                   |
| 1958 Praga           | RFN · Michel Scheuer · Georg Lietz · Gustav Schmidt · Theodor Kleine                        | Węgry · György Mészáros · József Pehl · András Szente · János Petroczy                    | ZSRR · Mihhail Kaaleste · Igor Pisariew · Anatolij Troszenkow · Anatolij Diemitkow           |
| 1963 Jajce           | NRD · Günter Perleberg · Dieter Krause · Siegfried Roßberg · Wolfgang Lange                 | Rumunia · Nicolae Artimov · Andrei Contolenco · Haralambie Ivanov · Vasilie Nicoară       | ZSRR · Aleksandr Trifonow · Igor Safonow · Nikołaj Konikow · Wiaczesław Winnik               |
| 1966 Berlin Wschodni | Rumunia · Atanasie Sciotnic · Mihai Țurcaș · Haralambie Ivanov · Anton Calenic              | Austria · Günther Pfaff · Kurt Lindlgruber · Helmut Hediger · Gerhard Seibold             | ZSRR · Aleksandr Szaparenko · Jurij Stecenko · Wołodymyr Morozow · Heorhij Kariuchin         |
| 1970 Kopenhaga       | ZSRR · Jurij Fiłatow · Walerij Didienko · Jurij Stecenko · Wołodymyr Morozow                | NRD · Klaus-Uwe Will · Eduard Augustin · Klaus-Peter Ebeling · Joachim Mattern            | Węgry · István Szabó · Peter Várhelyi · Csaba Giczy · István Tímár                           |
| 1971 Belgrad         | ZSRR · Jurij Fiłatow · Walerij Didienko · Jurij Stecenko · Wołodymyr Morozow                | RFN · Hans-Erick Pasch · Rainer Hennes · Rudolf Blaß · Eberhard Fischer                   | Węgry · István Szabó · Peter Várhelyi · Zoltán Bakó · Géza Csapó                             |
| 1973 Tampere         | Węgry · József Deme · János Rátkai · Csongor Vargha · Csaba Giczy                           | ZSRR · Jurij Fiłatow · Walerij Didienko · Mikałaj Chachoł · Wołodymyr Morozow             | NRD · Norbert Paschke · Peter Korsch · Jürgen Lehnert · Harald Marg                          |
| 1974 Meksyk          | NRD · Herbert Laabs · Ulrich Hellige · Jürgen Lehnert · Bernd Duvigneau                     | ZSRR · Jurij Fiłatow · Aleksandr Diegtiarow · Aleksandr Kuprikow · Mikałaj Astapkowicz    | Węgry · József Deme · János Rátkai · Csongor Vargha · Csaba Giczy                            |
| 1975 Belgrad         | Hiszpania · Herminio Menéndez · José María Esteban · José Ramón López · Luis Gregario Ramos | NRD · Herbert Laabs · Gerhard Rummel · Rüdiger Helm · Harald Marg                         | Węgry · József Deme · János Rátkai · István Szabó · Zoltán Bakó                              |
| 1977 Sofia           | Polska · Ryszard Oborski · Daniel Wełna · Grzegorz Kołtan · Henryk Budzicz                  | ZSRR · Siergiej Nikolski · Aleksandr Awdiejew · Aleksandr Szaparenko · Władimir Morozow   | Hiszpania · Herminio Menéndez · José María Esteban · José Ramón López · Luis Gregario Ramos  |
| 1978 Belgrad         | NRD · Bernd Olbricht · Bernd Duvigneau · Rüdiger Helm · Harald Marg                         | Rumunia · Nicușor Eșanu · Ion Bîrlădeanu · Mihai Zafiu · Alexandru Giura                  | Hiszpania · Herminio Menéndez · José María Esteban · José Ramón López · Luis Gregario Ramos  |
| 1979 Duisburg        | NRD · Bernd Olbricht · Bernd Duvigneau · Rüdiger Helm · Harald Marg                         | Polska · Ryszard Oborski · Daniel Wełna · Grzegorz Kołtan · Grzegorz Śledziewski          | ZSRR · Serhij Nahorny · Aleksandr Awdiejew · Aleksandr Szaparenko · Ionas Sautra             |
| 1981 Nottingham      | NRD · Frank-Peter Bischof · Peter Hempel · Rüdiger Helm · Harald Marg                       | ZSRR · Siergiej Kołokołow · Aleksandr Wołkowski · Aleksandr Jermiłow · Nikołaj Baranow    | RFN · Matthais Seack · Andreas Flunker · Frank Renner · Oliver Seack                         |
| 1982 Belgrad         | Szwecja · Per-Inge Bengtsson · Lars-Erik Moberg · Thomas Ohlsson · Bengt Andersson          | NRD · Frank-Peter Bischof · Peter Hempel · Rüdiger Helm · Harald Marg                     | RFN · Matthais Seack · Bernd Hessel · Frank Renner · Oliver Seack                            |
| 1983 Tampere         | Rumunia · Ionel Constantin · Nicolae Fedosel · Ionel Letcae · Angelin Velea                 | NRD · Andreas Stähle · Peter Hempel · Rüdiger Helm · Harald Marg                          | ZSRR · Siergiej Kołokołow · Siergiej Czuchraj · Artūras Vieta · Aleksandr Wodowatow          |
| 1985 Mechelen        | Szwecja · Per-Inge Bengtsson · Lars-Erik Moberg · Karl-Axel Sundqvist · Bengt Andersson     | ZSRR · Aleksandr Myzgin · Igor Gaidamaka · Artūras Vieta · Aleksandr Wodowatow            | NRD · André Wohllebe · Peter Hempel · Frank Fischer · Heiko Zinke                            |
| 1986 Montreal        | Węgry · Ferenc Csipes · Zsolt Gyulay · László Fidel · Zoltán Kovács                         | NRD · Guido Behling · Hans-Jörg Bliesener · Jens Fiedler · Thomas Vaske                   | Polska · Robert Chwiałkowski · Kazimierz Krzyżański · Grzegorz Krawców · Wojciech Kurpiewski |
| 1987 Duisburg        | Węgry · Ferenc Csipes · Zsolt Gyulay · László Fidel · Zoltán Kovács                         | Szwecja · Per-Inge Bengtsson · Lars-Erik Moberg · Karl-Axel Sundqvist · Bengt Andersson   | ZSRR · Aleksandr Motuzienko · Siergiej Kirsanow · Artūras Vieta · Wiktor Dienisow            |
| 1989 Płowdiw         | Węgry · Ferenc Csipes · Zsolt Gyulay · Attila Ábrahám · Sándor Hódosi                       | Polska · Robert Chwiałkowski · Maciej Freimut · Grzegorz Krawców · Wojciech Kurpiewski    | NRD · Guido Behling · Torsten Krentz · Thomas Vaske · André Wohllebe                         |
| 1990 Poznań          | Węgry · Ferenc Csipes · Zsolt Gyulay · Attila Ábrahám · László Fidel                        | ZSRR · Siergiej Kirsanow · Siergiej Kalesnik · Aleksandr Motuzienko · Anatolij Tiszczenko | NRD · Kay Bluhm · Torsten Krentz · Torsten Krentz · André Wohllebe                           |
| 1991 Paryż           | Węgry · Ferenc Csipes · Zsolt Gyulay · Attila Ábrahám · László Fidel                        | Niemcy · Detlef Hofmann · Oliver Kegel · Thomas Reineck · André Wohllebe                  | Czechosłowacja · Karol Becker · Richard Botló · Karel Hrudík · Michal Matúš                  |
| 1993 Kopenhaga       | Niemcy · Thomas Reineck · Oliver Kegel · André Wohllebe · Mario van Appen                   | Węgry · Zsolt Gyulay · Zsolt Borhi · Gábor Horváth · Attila Ábrahám                       | Rosja · Wiktor Dienisow · Anatolij Tiszczenko · Aleksandr Iwanik · Oleg Gorobij              |
| 1994 Meksyk          | Rosja · Wiktor Dienisow · Anatolij Tiszczenko · Aleksandr Iwanik · Oleg Gorobij             | Polska · Piotr Markiewicz · Grzegorz Kotowicz · Marek Witkowski · Adam Wysocki            | Niemcy · Thomas Reineck · Oliver Kegel · André Wohllebe · Mario van Appen                    |
| 1995 Duisburg        | Niemcy · Detlef Hofmann · Rene Pflugmacher · Thomas Reineck · Mark Zabel                    | Węgry · Zsolt Gyulay · Attila Ábrahám · Krisztián Bártafai · Gábor Szabó                  | Polska · Grzegorz Kaleta · Grzegorz Kotowicz · Marek Witkowski · Piotr Markiewicz            |
| 1997 Dartmouth       | Niemcy · Torsten Gutsche · Björn Bach · Stefan Ulm · Mark Zabel                             | Węgry · Botond Storcz · Zoltán Antal · Gábor Szabó · Márton Bauer                         | Australia · Ross Chaffer · Brian Marton · Peter Scott · Adam Dean                            |
| 1998 Segedyn         | Niemcy · Torsten Gutsche · Björn Bach · Stefan Ulm · Mark Zabel                             | Węgry · Botond Storcz · Krisztián Bártafai · Zsolt Szádoszki · Márton Bauer               | Rosja · Siergiej Wierlin · Anatolij Tiszczenko · Aleksandr Iwanik · Gieorgij Cybulnikow      |
| 1999 Mediolan        | Węgry · Zoltán Kammerer · Botond Storcz · Ákos Vereckei · Gábor Horváth                     | Niemcy · Torsten Gutsche · Mark Zabel · Björn Bach · Stefan Ulm                           | Rumunia · Sorin Petcu · Vasile Curuzan · Marian Sîrbu · Romică Şerban                        |
| 2001 Poznań          | Niemcy · Andreas Ihle · Björn Bach · Stefan Ulm · Mark Zabel                                | Węgry · Zoltán Kammerer · Botond Storcz · Roland Kökény · Gábor Horváth                   | Rosja · Roman Zarubin · Aleksandr Iwanik · Dienis Turczenkow · Oleg Gorobij                  |
| 2002 Sewilla         | Słowacja · Michal Riszdorfer · Richard Riszdorfer · Erik Vlček · Juraj Bača                 | Niemcy · Mark Zabel · Björn Bach · Stefan Ulm · Andreas Ihle                              | Bułgaria · Petyr Merkow · Miłko Kasanow · Iwan Hristow · Jordan Jordanow                     |
| 2003 Gainesville     | Słowacja · Michal Riszdorfer · Richard Riszdorfer · Erik Vlček · Juraj Bača                 | Węgry · Zoltán Kammerer · Ákos Vereckei · Roland Kökény · Krisztián Veréb                 | Niemcy · Mark Zabel · Björn Bach · Stefan Ulm · Andreas Ihle                                 |
| 2005 Zagrzeb         | Niemcy · Lutz Altepost · Norman Bröckl · Björn Bach · Arnd Goldschmidt                      | Słowacja · Michal Riszdorfer · Richard Riszdorfer · Erik Vlček · Róbert Erban             | Polska · Marek Twardowski · Przemysław Gawrych · Paweł Baumann · Adam Wysocki                |
| 2006 Segedyn         | Węgry · Ákos Vereckei · Roland Kökény · Lajos Gyökös · Gábor Horváth                        | Polska · Marek Twardowski · Tomasz Mendelski · Paweł Baumann · Adam Wysocki               | Białoruś · Wadzim Machnieu · Dziamjan Turczyn · Alaksiej Abałmasau · Raman Piatruszenka      |
| 2007 Duisburg        | Niemcy · Lutz Alteposten · Norman Bröckl · Marco Herszel · Björn Goldschmidt                | Polska · Marek Twardowski · Tomasz Mendelski · Paweł Baumann · Adam Wysocki               | Słowacja · Richard Riszdorfer · Michal Riszdorfer · Erik Vlček · Juraj Tarr                  |
| 2009 Dartmouth       | Białoruś · Alaksiej Abałmasau · Artur Litwinczuk · Wadzim Machnieu · Raman Piatruszenka     | Francja · Guillaume Burger · Vincent Lecrubier · Philippe Colin · Sébastien Jouve         | Słowacja · Richard Riszdorfer · Michal Riszdorfer · Erik Vlček · Juraj Tarr                  |
| 2010 Poznań          | Francja · Arnaud Hybois · Étienne Hubert · Philippe Colin · Sebastien Jouve                 | Białoruś · Wadzim Machnieu · Artur Litwinczuk · Raman Piatruszenka · Alaksiej Abałmasau   | Czechy · Ondřej Horský · Jan Souček · Daniel Havel · Jan Štěrba                              |
| 2011 Segedyn         | Niemcy · Norman Bröckl · Robert Gleinert · Max Hoff · Paul Mittelstedt                      | Australia · Jacob Clear · Murray Stewart · David Smith · Tate Smith                       | Rosja · Ilja Miedwiediew · Anton Wasiliew · Anton Rjachow · Oleg Żestkow                     |
| 2013 Duisburg        | Rosja · Witalij Jurczenko · Wasilij Pogrieban · Anton Wasiliew · Oleg Żestkow               | Czechy · Lukáš Trefil · Josef Dostál · Daniel Havel · Jan Štěrba                          | Australia · Jacob Clear · Murray Stewart · David Smith · Tate Smith                          |
| 2014 Moskwa          | Czechy · Daniel Havel · Lukáš Trefil · Josef Dostál · Jan Štěrba                            | Portugalia · Fernando Pimenta · João Ribeiro · Emanuel Silva · David Fernandes            | Węgry · Zoltán Kammerer · Dávid Tóth · Tamás Kulifai · Dániel Pauman                         |

### 5000 m K1
| Rok i miejsce | Złoto       | Srebro        | Brąz               |
| ------------- | ----------- | ------------- | ------------------ |
| 2010 Poznań   | Ken Wallace | Max Hoff      | Maximilian Benassi |
| 2011 Segedyn  | Max Hoff    | Aleh Jurenia  | Maximilian Benassi |
| 2013 Duisburg | Ken Wallace | Daniel Dal Bo | Edward Rutherford  |
| 2014 Moskwa   | Ken Wallace | Max Hoff      | Cyrille Carré      |

## Konkurencje już nie rozgrywane

### 200 m K4
| Rok i miejsce    | Złoto                                                                                | Srebro                                                                          | Brąz                                                                                     |
| ---------------- | ------------------------------------------------------------------------------------ | ------------------------------------------------------------------------------- | ---------------------------------------------------------------------------------------- |
| 1994 Meksyk      | Rosja · Anatolij Tiszczenko · Oleg Gorobij · Siergiej Wierlin · Wiktor Dienisow      | Rumunia · Florin Scoica · Sorin Petcu · Marin Popescu · Géza Magyar             | Ukraina · Mychajło Sliwinski · Andrij Petrow · Jurij Kiczajew · Andrij Borzukow          |
| 1995 Duisburg    | Węgry · Krisztián Bártfai · Gyula Kajner · Antal Páger · Gábor Pankotai              | Rosja · Anatolij Tiszczenko · Oleg Gorobij · Siergiej Wierlin · Wiktor Dienisow | Niemcy · Thomas Reineck · Andreas Wohllebe · Jan Günther · Mark Zabel                    |
| 1997 Dartmouth   | Rosja · Anatolij Tiszczenko · Oleg Gorobij · Siergiej Wierlin · Aleksandr Iwannik    | Węgry · Vince Fehérvári · Krisztián Bártfai · Gábor Horváth · Róbert Hegedűs    | Niemcy · Torsten Gutsche · Mark Zabel · Jan Günther · Björn Bach                         |
| 1998 Segedyn     | Węgry · Gyula Kajner · Vince Fehérvári · István Bée · Róbert Hegedűs                 | Włochy · Antonio Rossi · Beniamino Bonomi · Ivano Lussignoli · Luca Negri       | Norwegia · Andreas Gjersø · Nils Olav Fjeldheim · Knut Holman · Robby Roarsen Hangli     |
| 1999 Mediolan    | Węgry · Vince Fehérvári · Gyulay Kajner · István Bée · Róbert Hegedűs                | Polska · Piotr Markiewicz · Marek Twardowski · Adam Wysocki · Paweł Łakomy      | Rosja · Anatolij Tiszczenko · Andriej Szczegolichin · Oleg Gorobij · Witalij Gankin      |
| 2001 Poznań      | Węgry · Vince Fehérvári · István Bée · Gábor Horváth · Róbert Hegedűs                | Rosja · Roman Zarubin · Aleksandr Iwannik · Denis Turczenkow · Oleg Gorobij     | Ukraina · Ołeksij Sliwinski · Mykoła Zajczenkow · Mychajło Łucznik · Borys Markin        |
| 2002 Sewilla     | Słowacja · Martin Chorváth · Rastislav Kužel · Ladislav Belovič · Juraj Lipták       | Hiszpania · Manuel Muñoz · Jaime Acuńa · Aique González · Oier Aizpurua         | Węgry · Vince Fehérvári · Róbert Hegedűs · Gábor Horváth · István Bée                    |
| 2003 Gainesville | Ukraina · Ołeksij Sliwinski · Mychajło Łucznik · Mykoła Zajczenkow · Andrij Borzukow | Rumunia · Vasile Curuzan · Marian Băban · Alexandru Ceausu · Nicu Serban        | Hiszpania · Manuel Muñoz · Jaime Acuńa · Aique González · Oier Aizpurua                  |
| 2005 Zagrzeb     | Węgry · Gergely Gyertyános · István Beé · Viktor Kadler · Balazs Babella             | Niemcy · Jonas Ems · Björn Goldschmidt · Björn Bach · Norman Bröckl             | Białoruś · Raman Piatruszenka · Alaksiej Abałmasau · Dziamjan Turczyn · Wadzim Machnieu  |
| 2006 Segedyn     | Serbia · Ognjen Filipović · Dragan Zorić · Bora Sibinkić · Milan Đenadić             | Węgry · Viktor Kadler · István Beé · Gergely Gyertyános · Balázs Babella        | Rosja · Stiepan Szewczuk · Siergiej Kosiłow · Konstantin Wiszniakow · Siergiej Chowański |
| 2007 Duisburg    | Węgry · Viktor Kadler · István Beé · Gergely Boros · Balázs Babella                  | Serbia · Ognjen Filipović · Dragan Zorić · Bora Sibinkić · Milan Đenadić        | Rosja · Stiepan Szewczuk · Anton Wasiliew · Konstantin Wiszniakow · Siergiej Chowański   |
| 2009 Dartmouth   | Białoruś · Wadzim Machnieu · Raman Piatruszenka · Taras Walko · Dziamjan Turczyn     | Słowacja · Juraj Tarr · Richard Riszdorfer · Michal Riszdorfer · Erik Vlček     | Rosja · Aleksandr Djaczenko · Siergiej Chowanskij · Stiepan Szewczuk · Roman Zarubin     |

### 500 m K4
| Rok i miejsce    | Złoto                                                                                   | Srebro                                                                                       | Brąz                                                                                    |
| ---------------- | --------------------------------------------------------------------------------------- | -------------------------------------------------------------------------------------------- | --------------------------------------------------------------------------------------- |
| 1977 Sofia       | Polska · Ryszard Oborski · Daniel Wełna · Grzegorz Kołtan · Henryk Budzicz              | Rumunia · Ion Dragulschi · Beniami Borbandi · Policarp Malîhin · Vasile Simiocenco           | Hiszpania · Herminio Menéndez · Martin Vázquez · José Ramón López · Luis Gregario Ramos |
| 1978 Belgrad     | NRD · Frank-Peter Bischof · Bernd Duvigneau · Roland Graupner · Harald Marg             | Hiszpania · Herminio Menéndez · José María Esteban · José Ramón López · Luis Gregario Ramos  | Polska · Ryszard Oborski · Daniel Wełna · Grzegorz Kołtan · Grzegorz Śledziewski        |
| 1979 Duisburg    | NRD · Jürgen Dittrich · Bernd Duvigneau · Roland Graupner · Harald Marg                 | ZSRR · Siergiej Żinkarenko · Ionas Sautra · Siergiej Czuchraj · Władimir Tajnikow            | Polska · Ryszard Oborski · Daniel Wełna · Grzegorz Kołtan · Grzegorz Śledziewski        |
| 1981 Nottingham  | ZSRR · Igor Gajdamaka · Siergiej Kriwoszejew · Igor Polianis · Aleksandr Wodowatow      | Szwecja · Jens Nordqvist · Lars-Erik Moberg · Per-Inge Bengtsson · Thomas Ohlsson            | NRD · Frank-Peter Bischof · André Wohllebe · Rüdiger Helm · Harald Marg                 |
| 1982 Belgrad     | ZSRR · Igor Gajdamaka · Siergiej Kriwoszejew · Siergiej Kołokołow · Aleksandr Wodowatow | NRD · Frank-Peter Bischof · Frank Fischer · Rüdiger Helm · Harald Marg                       | Szwecja · Jens Nordqvist · Lars-Erik Moberg · Per-Inge Bengtsson · Thomas Ohlsson       |
| 1983 Tampere     | NRD · Andreas Stähle · Peter Hempel · Rüdiger Helm · Harald Marg                        | ZSRR · Igor Gajdamaka · Siergiej Kriwoszejew · Siergiej Czuchraj · Artūras Vieta             | Węgry · István Imai · Attila Csaszar · Zoltán Lorinczy · András Rajna                   |
| 1985 Mechelen    | NRD · André Wohllebe · Peter Hempel · Frank Fischer · Heiko Zinke                       | ZSRR · Igor Gajdamaka · Aleksandr Biełow · Aleksandr Wodowatow · Wiktor Dienisow             | Szwecja · Karl-Axel Sundqvist · Lars-Erik Moberg · Per-Inge Bengtsson · Per Lundh       |
| 1986 Montreal    | NRD · André Wohllebe · Peter Hempel · Frank Fischer · Jens Fiedler                      | ZSRR · Aleksandr Motuzienko · Siergiej Kirsanow · Nikołaj Szerszen · Wiktor Dienisow         | RFN · Gilbert Schneider · Detlef Schmidt · Volker Kreutzer · Thomas Reineck             |
| 1987 Duisburg    | ZSRR · Aleksandr Motuzienko · Siergiej Kirsanow · Artūras Vieta · Wiktor Dienisow       | Polska · Robert Chwiałkowski · Kazimierz Krzyżański · Grzegorz Krawców · Wojciech Kurpiewski | RFN · Reiner Scholl · Thomas Pfrang · Volker Kreutzer · Thomas Reineck                  |
| 1989 Płowdiw     | ZSRR · Wiktor Dienisow · Siergiej Kirsanow · Aleksandr Motuzienko · Wiktor Pusiew       | RFN · Reiner Scholl · Thomas Pfrang · Volker Kreutzer · Mario von Appen                      | Bułgaria · Andrian Duszew · Petyr Godew · Nikołaj Jordanow · Iwan Marinow               |
| 1990 Poznań      | ZSRR · Oleg Gorobij · Siergiej Kirsanow · Aleksandr Motuzienko · Wiktor Pusiew          | NRD · Matthias Hoppe · Uwe Münch · Andreas Stähle · André Wohllebe                           | Węgry · Attila Ábrahám · Ferenc Csipes · Gyula Kajner · Béla Petrovics                  |
| 1991 Paryż       | Niemcy · Detlef Hofmann · Oliver Kegel · Thomas Reineck · André Wohllebe                | Węgry · Attila Ábrahám · Attila Adám · Attila Androvicz · László Fidel                       | ZSRR · Siergiej Gałkow · Oleg Gorobij · Siergiej Kirsanow · Andriej Plitkin             |
| 1993 Kopenhaga   | Rosja · Oleg Gorobij · Anatolij Tiszczenko · Aleksandr Iwanik · Wiktor Dienisow         | Niemcy · Thomas Reineck · Oliver Kegel · Mario van Appen · André Wohllebe                    | Węgry · Zsolt Gyulay · Vince Fehérvári · Gábor Horváth · Attila Ábrahám                 |
| 1994 Meksyk      | Rosja · Oleg Gorobij · Anatolij Tiszczenko · Siergiej Wierlin · Wiktor Dienisow         | Rumunia · Florin Scoica · Sorin Petcu · Martin Popescu · Geza Magyar                         | Węgry · Ferenc Csipes · Zoltán Antal · Gábor Horváth · Róbert Hegedűs                   |
| 1995 Duisburg    | Rosja · Oleg Gorobij · Anatolij Tiszczenko · Siergiej Wierlin · Wiktor Dienisow         | Niemcy · Detlef Hofmann · Thomas Reineck · Mario van Appen · Mark Zabel                      | Polska · Grzegorz Kotowicz · Marek Witkowski · Grzegorz Kaleta · Dariusz Białkowski     |
| 1997 Dartmouth   | Węgry · Zoltán Kammerer · Botond Storcz · Ákos Vereckei · Róbert Hegedűs                | Niemcy · Torsten Gutsche · Jan Günther · Björn Bach · Mark Zabel                             | Szwecja · Henrik Andersson · Nils-Erik Jonsson · Andreas Svensson · Henrik Nilsson      |
| 1998 Segedyn     | Niemcy · Torsten Gutsche · Björn Bach · Mark Zabel · Stefan Ulm                         | Węgry · Botond Storcz · Krisztián Bártafai · Zsolt Szádoszki · Márton Bauer                  | Rosja · Andriej Tissin · Andriej Szczegolichin · Witalij Gankin · Roman Zarubin         |
| 1999 Mediolan    | Niemcy · Torsten Gutsche · Björn Bach · Mark Zabel · Stefan Ulm                         | Rosja · Andriej Tissin · Aleksandr Iwanik · Witalij Gankin · Roman Zarubin                   | Węgry · Botond Storcz · Zoltán Kammerer · Ákos Vereckei · Gábor Horváth                 |
| 2001 Poznań      | Rosja · Roman Zarubin · Dienis Turczenkow · Aleksandr Iwanik · Andriej Tissin           | Rumunia · Vasile Curuzan · Marian Babin · Geza Magyar · Romică Şerban                        | Słowacja · Michal Riszdorfer · Richard Riszdorfer · Erik Vlček · Juraj Bača             |
| 2002 Sewilla     | Słowacja · Michal Riszdorfer · Richard Riszdorfer · Erik Vlček · Juraj Bača             | Białoruś · Raman Piatruszenka · Alaksiej Skurkowski · Alaksiej Abałmasau · Wadzim Machnieu   | Hiszpania · Manuel Muñoz · Jaime Acuña · Aike González · Oier Aizpurua                  |
| 2003 Gainesville | Słowacja · Michal Riszdorfer · Richard Riszdorfer · Erik Vlček · Juraj Bača             | Rumunia · Vasile Curuzan · Marian Babin · Alexandru Ceausu · Romică Şerban                   | Rosja · Aleksandr Iwanik · Anatolij Tiszczenko · Oleg Gorobij · Władimir Gruszichin     |
| 2005 Zagrzeb     | Białoruś · Alaksiej Abałmasau · Raman Piatruszenka · Dziamjan Turczyn · Wadzim Machnieu | Słowacja · Michal Riszdorfer · Juraj Tarr · Róbert Erban · Andrej Wiebauer                   | Włochy · Jaka Jazbec · Antonio Scaduto · Franco Benedini · Luca Piemonte                |
| 2006 Segedyn     | Słowacja · Michal Riszdorfer · Richard Riszdorfer · Róbert Erban · Erik Vlček           | Węgry · Attila Csamango · Gabor Bozsik · Attila Boros · Márton Sik                           | Polska · Adam Wysocki · Paweł Baumann · Przemysław Gawrych · Tomasz Mendelski           |
| 2007 Duisburg    | Słowacja · Michal Riszdorfer · Richard Riszdorfer · Juraj Tarr · Erik Vlček             | Białoruś · Stanislaw Strelczanka · Dzianis Żyhadla · Siergiej Findziukiewicz · Rusłan Bichan | Węgry · Márton Sik · Attila Boros · Gabor Bozsik · Attila Csamango                      |

### 4×500m K1 relay
| Rok i miejsce        | Złoto                                                                                 | Srebro                                                                                | Brąz                                                                                      |
| -------------------- | ------------------------------------------------------------------------------------- | ------------------------------------------------------------------------------------- | ----------------------------------------------------------------------------------------- |
| 1948 Londyn          | Szwecja · Lars Glassér · Lars Helsvik · Lennart Klingström · Gert Fredriksson         | Norwegia · Ivar Mathisen · Iver Iversen · Hans Gulbrandsen · Eivind Skabo             | Dania · Bernhard Jensen · Ejvind Hansen · Poul Agger · Johan Andersen                     |
| 1950 Kopenhaga       | Szwecja · Lars Glassér · Ingemar Hedberg · Lennart Klingström · Gert Fredriksson      | Dania · Poul Agger · Andreas Lind · Ejvind Hansen · Johan Andersen                    | Austria · Herbert Klepp · Max Raub · Herbert Wiedermann · Günther Rührnschopf             |
| 1954 Mâcon           | Szwecja · Lars Glassér · Carl-Åke Ljung · Bert Nilsson · Gert Fredriksson             | Węgry · Ervin Szörenyi · Andreás Sovan · Ferenc Wagner · Ferenc Hatlaczky             | Austria · Herbert Klepp · Alfred Schmidtberger · Herbert Wiedermann · Hermann Salzner     |
| 1958 Praga           | RFN · Paul Lange · Meinrad Miltenberger · Helmut Herz · Fritz Briel                   | Węgry · György Mészáros · László Kovács · Lajos Kiss · Ferenc Hatlaczky               | Szwecja · Henri Lindelöf · Carl van Gerber · Sven-Olaf Sjödelius · Gert Fredriksson       |
| 1963 Jajce           | Rumunia · Aurel Vernescu · Vasilie Nicoarǎ · Haralambie Ivanov · Anton Ivanescu       | ZSRR · Wołodymyr Morozow · Wołodymyr Natałucha · Wiaczesław Winnik · Ibragim Chasanow | NRD · Wolfgang Lange · Dieter Krause · Siegfried Roßberg · Günter Perleberg               |
| 1966 Berlin Wschodni | ZSRR · Heorhij Kariuchin · Jurij Kabanow · Vilnis Baltiņš · Dmitrij Matwiejew         | Węgry · Mihály Hesz · András Szente · Ferenc Cseh · Imre Kemecsey                     | Rumunia · Vasilie Nicoarǎ · Haralambie Ivanov · Atanasie Sciotnic · Aurel Vernescu        |
| 1970 Kopenhaga       | ZSRR · Mikałaj Chachoł · Anatolij Tiszczenko · Anatolij Kobrysew · Anatolij Siedaszew | Rumunia · Eugen Botez · Mihai Zafiu · Ion Jacob · Aurel Vernescu                      | Węgry · Géza Csapó · István Csizmadia · Mihály Hesz · Jószef Svidró                       |
| 1971 Belgrad         | Węgry · Géza Csapó · István Szabó · Csaba Giczy · Mihály Hesz                         | Rumunia · Eugen Botez · Mihai Zafiu · Ion Jacob · Aurel Vernescu                      | ZSRR · Anatolij Kobrysew · Anatolij Siedaszew · Leonid Dieriewjanko · Anatolij Tiszczenko |
| 1973 Tampere         | ZSRR · Witalij Trukszin · Anatolij Kobrysew · Siergiej Nikolski · Oleg Czegojew       | Węgry · István Csizmadia · Zoltán Angyal · Robert Schaffhauser · István Szabó         | Rumunia · Atanasie Sciotnic · Mihai Zafiu · Roman Vartolomeu · Vasile Simioncenco         |
| 1974 Meksyk          | Rumunia · Vasile Dîba · Ernst Pavel · Atanasie Sciotnic · Mihai Zafiu                 | ZSRR · Witalij Trukszin · Anatolij Kobrisew · Siergiej Czuchraj · Mikałaj Astapkowicz | Polska · Ryszard Oborski · Grzegorz Śledziewski · Kazimierz Górecki · Andrzej Matysiak    |
| 1975 Belgrad         | Węgry · Iván Herczeg · József Svidró · Zoltán Sztanity · Péter Várhelyi               | Rumunia · Zoltfab Eseanu · Mihai Zafiu · Ion Dragulschi · Vasile Dîba                 | Hiszpania · Herminio Menéndez · José Ramón López · Luis Gregario Ramos · Martin Vázquez   |

### 10 000 m K1
| Rok i miejsce           | Złoto                | Srebro               | Brąz                 |
| ----------------------- | -------------------- | -------------------- | -------------------- |
| 1938 Vaxholm            | Karl Widmark         | Czesław Sobieraj     | Egon Nilsson         |
| 1938 Vaxholm (Składane) | Arne Bogren          | Kamill Balatoni      | Günter Nowatzki      |
| 1950 Kopenhaga          | Thorvald Strömberg   | Gert Fredriksson     | Arne Jansson         |
| 1954 Mâcon              | Ferenc Hatlaczky     | Miloš Pech           | Harald Eriksen       |
| 1958 Praga              | Thorvald Strömberg   | Ladislav Čepčianský  | Vagn Schmidt         |
| 1963 Jajce              | Fritz Briel          | Sven-Olov Sjödelius  | Mihály Hesz          |
| 1966 Berlin Wschodni    | Mihály Hesz          | Władimir Zemlakow    | Fritz Briel          |
| 1970 Kopenhaga          | Wiktor Cariow        | Erik Hansen          | Péter Völgyi         |
| 1971 Belgrad            | Wiktor Cariow        | Péter Völgyi         | Jochen Schneider     |
| 1973 Tampere            | Aleksandr Szaparenko | Péter Völgyi         | Jörgen Andersen      |
| 1974 Meksyk             | Oreste Perri         | Aleksandr Szaparenko | Péter Völgyi         |
| 1975 Belgrad            | Oreste Perri         | Erich Pasch          | Kazimierz Nikin      |
| 1977 Sofia              | Oreste Perri         | István Fábián        | Nikołaj Stiepanienko |
| 1978 Belgrad            | Milan Janić          | Nikołaj Stiepanienko | István Joós          |
| 1979 Duisburg           | Milan Janić          | Einar Rasmussen      | Nikołaj Stiepanienko |
| 1981 Nottingham         | Einar Rasmussen      | Milan Janić          | István Fábián        |
| 1982 Belgrad            | Milan Janić          | Einar Rasmussen      | Mikałaj Astapkowicz  |
| 1983 Tampere            | Einar Rasmussen      | Milan Janić          | Rick Daman           |
| 1985 Mechelen           | Greg Barton          | László Nieberl       | Grant Bramwell       |
| 1986 Montreal           | Ferenc Csipes        | Bernard Brégeon      | Stanisław Borejko    |
| 1987 Duisburg           | Greg Barton          | Attila Szabó         | Einar Rasmussen      |
| 1989 Płowdiw            | Attila Szabó         | Stanisław Borejko    | José Garcia          |
| 1990 Poznań             | Philippe Boccara     | Greg Barton          | Torsten Krentz       |
| 1991 Paryż              | Greg Barton          | Beniamino Bonomi     | Morten Ivarsen       |
| 1993 Kopenhaga          | Thor Nielsen         | Knut Holmann         | Attila Szabó         |

### 10 000 m K2
| Rok i miejsce           | Złoto                                   | Srebro                             | Brąz                                    |
| ----------------------- | --------------------------------------- | ---------------------------------- | --------------------------------------- |
| 1938 Vaxholm            | Gunnar Johansson Berndt Berndtsson      | Helmut Triebe Hans Eberle          | Adolf Kainz Karl Maurer                 |
| 1938 Vaxholm (Składane) | Carl-Gustav Hellstrandt Erik Helsvik    | Sven Johansson Erik Bladström      | Kurt Kreh Johann Fuchs                  |
| 1950 Kopenhaga          | Gunnar Åkerlund Hans Wetterström        | Svend Frømming Ingvard Nørregaard  | Karl-Erick Björk Per-Olav Olsson        |
| 1954 Mâcon              | Max Raub Herbert Wiedermann             | Sigvard Johansson Rolf Fjellmann   | Ernst Steinhauer Theodor Kleine         |
| 1958 Praga              | János Urányi László Fábián              | Heinz Ackers Wilhelm Schlüssel     | Franz Teidl Helmuth Stocker             |
| 1963 Jajce              | László Fábián István Tímár              | Tord Sahlén Tyrone Ferm            | Erich Suhrbier Siegfred Brzoska         |
| 1966 Berlin Wschodni    | László Fábián Imre Szöllősi             | Egil Søby Jan Johansen             | Pavel Kvasil František Švec             |
| 1970 Kopenhaga          | Konstantin Kostienko Wiaczesław Kononow | Imre Szöllösi Vilmos Nagy          | Costel Coșniță Vasilie Simiocenco       |
| 1971 Belgrad            | Konstantin Kostienko Wiaczesław Kononow | Egil Søby Jan Johansen             | Antrop Varabiev Emilian Zahara          |
| 1973 Tampere            | Zoltán Bakó Géza Csapó                  | Antrop Varabiev Ion Terente        | Jos Broeckx Paul Stinckens              |
| 1974 Meksyk             | Antrop Varabiev Ion Terente             | Jos Broeckx Paul Stinckens         | Konstantin Kostienko Wiaczesław Kononow |
| 1975 Belgrad            | Zoltán Bakó István Szabó                | Danio Merli Giorgio Sbruzzi        | Valeri Czemiezo Petras Šiurskas         |
| 1977 Sofia              | Petras Šiurskas Anatolij Korołkow       | Zoltán Bakó István Szabó           | Nicolae Tico Cuprian Macarencu          |
| 1978 Belgrad            | Zoltán Bakó István Szabó                | Alain Lebas Jean-Paul Hanquier     | Nicușor Eșanu Cuprian Macarencu         |
| 1979 Duisburg           | Nicușor Eșanu Ion Bîrlădeanu            | Mikałaj Astapkowicz Wiktor Bukanow | Herminio Menéndez Luis Gregorio Ramos   |
| 1981 Nottingham         | Mikałaj Astapkowicz Władimir Romanowski | István Szabó István Joós           | Ion Bîrlădeanu Nicușor Eșanu            |
| 1982 Belgrad            | Bernard Brégeon Patrick Lefoulon        | Ron Stevens Gert Jan Lebbink       | István Szabó István Tóth                |
| 1983 Tampere            | Stephen Jackson Alain Williams          | István Szabó István Tóth           | Bengt Andersson Karl-Axel Sundqvist     |
| 1985 Mechelen           | Mikael Berger Conny Edholm              | István Szabó István Tóth           | Francesco Uberti Daniele Scarpa         |
| 1986 Montreal           | Gábor Kulcsár László Gindl              | Oleg Kornejewiec Wiktor Dietkowski | Daniel Stoian Angelin Velea             |
| 1987 Duisburg           | Philippe Boccara Pascal Boucherit       | Thor Nielsen Lars Koch             | Ferenc Csipes Sándor Hódosi             |
| 1989 Płowdiw            | Attila Ábrahám Sándor Hódosi            | Grayson Burne Ivan Lawler          | Władimir Gordilej Giennadij Wasilenko   |
| 1990 Poznań             | Grayson Burne Ivan Lawler               | Ian Ferguson Paul MacDonald        | Boris Daniłow Władimir Mozejko          |
| 1991 Paryż              | Philippe Boccara Pascal Boucherit       | Kay Bluhm Torsten Gutsche          | Róbert Erban Juraj Kadnár               |
| 1993 Kopenhaga          | Zsolt Borhi Attila Ábrahám              | Kalle Sundqvist Hans Olsson        | Torgeir Toppe Peter Ribe                |

### 1000 m K4
| Rok i miejsce        | Złoto                                                                                        | Srebro                                                                                    | Brąz                                                                                          |
| -------------------- | -------------------------------------------------------------------------------------------- | ----------------------------------------------------------------------------------------- | --------------------------------------------------------------------------------------------- |
| 1950 Kopenhaga       | Szwecja · Karl Andersson · Stig Andersson · Gösta Gustavsson · Harry Johansson               | Szwecja · Karl-Erick Björk · Per-Olav Olsson · Klas Norgren · Arne Jansson                | Austria · Walter Piemann · Alfred Schmidtberger · Otto Lackner · Alfred Krammer               |
| 1954 Mâcon           | Szwecja · Einar Pihl · Ebbe Frick · Ragnar Heurlin · Stig Andersson                          | Szwecja · Hans Wetterström · Carl Sundin · Sigvard Johansson · Rolf Fjellman              | Węgry · György Mészáros · János Urányi · István Mészáros · Ferenc Varga                       |
| 1958 Praga           | RFN · Michel Scheuer · Georg Lietz · Gustav Schmidt · Theodor Kleine                         | RFN · Günter Kruger · Walter Sander · Heinrich Hell · Hubert Birgels                      | ZSRR · Mykolas Rudzinskas · Alfonsas Rudzinskas · Vasilijs Stepanovs · Władimir Zwiezdkin     |
| 1963 Jajce           | Węgry · István Tímár · László Fábián · Otto Koltai · László Ürögi                            | NRD · Günter Holzvoigt · Wolfgang Finger · Wolfgang Niedrig · Siegwart Karbe              | Węgry · György Czink · János Petroczy · Gábor Almasi · Sámuel Egri                            |
| 1966 Berlin Wschodni | ZSRR · Nikołaj Czużikow · Anatolij Griszyn · Wołodymyr Morozow · Wiaczesław Ionow            | Węgry · Imre Szöllősi · János Petroczy · László Fábián · László Ürögi                     | NRD · Wolfgang Lange · Günter Holzvoigt · Wolfgang Niedrig · Siegwart Karbe                   |
| 1970 Kopenhaga       | Norwegia · Egil Søby · Steinar Amundsen · Tore Berger · Jan Johansen                         | RFN · Horst Mattern · Rainer Hannes · Jochen Schneider · Erich Kemnitz                    | Szwecja · Kurt Lycjner · Willy Tesch · Åke Sandin · Hans Nilsson                              |
| 1971 Belgrad         | Rumunia · Cuprian Macarencu · Costel Coșniță · Vasilie Simioncenco · Atanasie Sciotnic       | Węgry · Csaba Giczy · István Tímár · György Mészáros · Csongor Vargha                     | ZSRR · Heino Kurvet · Nikołaj Gorbaczow · Władimir Klimow · Władimir Zemlakow                 |
| 1973 Tampere         | Węgry · Csaba Giczy · Tibor Nagy · Csongor Vargha · Géza Kralován                            | RFN · Hans-Erich Pasch · Horst Mattern · Rudolf Blass · Eberhard Fischer                  | Rumunia · Atanasie Sciotnic · Cuprian Macarencu · Costel Coșniță · Vasilie Simioncenco        |
| 1974 Meksyk          | ZSRR · Leonid Dieriewjanko · Piotr Szurga · Anatolij Szarykin · Nikołaj Gorbaczow            | Węgry · Csaba Giczy · István Tímár · György Mészáros · Csongor Vargha                     | Polska · Ryszard Oborski · Kazimierz Górecki · Grzegorz Kołtan · Andrzej Matysiak             |
| 1975 Belgrad         | Norwegia · Einar Rasmussen · Steinar Amundsen · Andreas Orheim · Olaf Søyland                | Rumunia · Costel Coșniță · Cuprian Macarencu · Vasilie Simioncenco · Nicușor Eșanu        | ZSRR · Leonid Dieriewjanko · Nikołaj Gorbaczow · Piotr Szurga · Anatolij Szarykin             |
| 1977 Sofia           | ZSRR · Aleksandr Szaparenko · Władimir Morozow · Siergiej Nikolski · Aleksandr Awdiejew      | Węgry · Csaba Giczy · János Rátkai · István Joos · Iván Herczeg                           | Polska · Andrzej Klimaszewski · Krzysztof Lepianka · Zbigniew Torzecki · Zdzisław Szubski     |
| 1978 Belgrad         | ZSRR · Aleksandr Szaparenko · Władimir Morozow · Siergiej Nikolski · Aleksandr Awdiejew      | Polska · Andrzej Klimaszewski · Krzysztof Lepianka · Zbigniew Torzecki · Zdzisław Szubski | Rumunia · Cuprian Macarencu · Ciobann Marian · Ștefan Augustin Doinaș · Nicolae Tico          |
| 1979 Duisburg        | ZSRR · Aleksandr Szaparenko · Władimir Morozow · Siergiej Nikolski · Aleksandr Awdiejew      | Polska · Ryszard Oborski · Daniel Wełna · Grzegorz Kołtan · Grzegorz Śledziewski          | Węgry · Tamás Benkő · Péter Konecsny · László Szabó · Zoltán Romhanyi                         |
| 1981 Nottingham      | ZSRR · Aleksandr Jermiłow · Nikołaj Baranow · Siergiej Kołokołow · Wasilij Silenkow          | Polska · Leszek Jamroziński · Andrzej Klimaszewski · Ryszard Oborski · Zdzisław Szubski   | Wielka Brytania · Stephen Brown · Christopher Canham · Stephen Jackson · Alain Williams       |
| 1982 Belgrad         | ZSRR · Aleksandr Jermiłow · Nikołaj Baranow · Siergiej Czuchraj · Władimir Romanowski        | Rumunia · Petrica Dimofte · Florian Marinescu · Ionel Igorov · Anghei Coman               | Węgry · Kálmán Petrikovics · Tamás Szekes · László Rasztotzky · Tibor Helyi                   |
| 1983 Tampere         | ZSRR · Mikałaj Astapkowicz · Nikołaj Baranow · Aleksandr Jermiłow · Aleksandr Awdiejew       | Norwegia · Harald Amundsen · Geir Kvillum · Lars Ivar Gran · Arne Slettsjø                | Polska · Ireneusz Ciurzyński · Andrzej Klimaszewski · Ryszard Oborski · Krzysztof Szczepański |
| 1985 Mechelen        | Węgry · Zoltán Böjti · Tibor Helyi · Zoltán Kovács · Kálmán Petrovics                        | Szwecja · Tommy Karls · Bengt Andersson · Peter Ekström · Torbjörn Thoresson              | Dania · Brian Kragh · Thor Nielsen · Lars Koch · Henrik Christiansen                          |
| 1986 Montreal        | ZSRR · Nikołaj Osieledec · Siergiej Kisielow · Grigorij Miedwiediew · Aleksandr Akunisznikow | Rumunia · Ionel Constantin · Nicolae Feodoset · Ionel Letcae · Alexandru Dulau            | Węgry · Tibor Bojati · Tibor Helyi · László Nieberl · Kálmán Petrovics                        |
| 1987 Duisburg        | Norwegia · Harald Amundsen · Arne Slettsjø · Morten Ivarsen · Arne Johan Almeland            | Węgry · Tibor Bojati · Tibor Helyi · Zoltán Berkes · Kálmán Petrovics                     | RFN · Gilbert Schneider · Oliver Kegel · Carsten Lömker · Thomas Reineck                      |
| 1989 Płowdiw         | ZSRR · Władimir Bobrieszow · Aleksandr Myzgin · Artūras Vieta · Siergiej Superata            | Węgry · Gábor Kulcsár · Ákos Angyal · Ferenc Csipes · László Vincze                       | Polska · Andrzej Gajewski · Tomasz Franaszek · Grzegorz Kaleta · Mariusz Rutkowski            |
| 1990 Poznań          | ZSRR · Dmitrij Bańkowski · Władimir Bobrieszow · Aleksandr Myzgin · Artūras Vieta            | Polska · Andrzej Gajewski · Andrzej Gryczko · Grzegorz Kaleta · Mariusz Rutkowski         | Szwecja · Gunar Olsson · Hans Olsson · Peter Orban · Kalle Sundqvist                          |
| 1991 Paryż           | Niemcy · Detlef Hofmann · Oliver Kegel · Thomas Reineck · André Wohllebe                     | Australia · Ramon Andersson · Clint Robinson · Ian Rowling · Steven Wood                  | Szwecja · Jonas Fager · Hans Olsson · Peter Orban · Pablo Grate                               |
| 1993 Kopenhaga       | Niemcy · Thomas Reineck · Oliver Kegel · André Wohllebe · Mario van Appen                    | Polska · Andrzej Gryczko · Piotr Markiewicz · Maciej Freimut · Grzegorz Kołtan            | Rosja · Siergiej Wierlin · Władimir Bobrieszow · Siergiej Cybulnikow · Siergiej Gałkow        |